# Biassini
Biassini és un centre poblat de l'Uruguai, ubicat al nord del departament de Salto.
Es troba a 93 metres sobre el nivell del mar. Té una població aproximada de 266 habitants, segons les dades del cens de 1996.
| 1963 | 1975 | 1985 | 1996 | 2004    |
| ---- | ---- | ---- | ---- | ------- |
| 203  | 248  | 283  | 266  | {{{5}}} |